# Salfords and Sidlow
Salfords and Sidlow est une paroisse civile du Surrey, en Angleterre.